# McDade (Texas)
McDade es un lugar designado por el censo ubicado en el condado de Bastrop en el estado estadounidense de Texas. En el Censo de 2010 tenía una población de 685 habitantes y una densidad poblacional de 65,81 personas por km².

## Geografía
McDade se encuentra ubicado en las coordenadas 30°16′44″N 97°15′8″O / 30.27889, -97.25222. Según la Oficina del Censo de los Estados Unidos, McDade tiene una superficie total de 10.41 km², de la cual 10.37 km² corresponden a tierra firme y (0.35%) 0.04 km² es agua.

## Demografía
Según el censo de 2010, había 685 personas residiendo en McDade. La densidad de población era de 65,81 hab./km². De los 685 habitantes, McDade estaba compuesto por el 73.58% blancos, el 1.17% eran afroamericanos, el 0.88% eran amerindios, el 0.58% eran asiáticos, el 0% eran isleños del Pacífico, el 21.75% eran de otras razas y el 2.04% pertenecían a dos o más razas. Del total de la población el 28.32% eran hispanos o latinos de cualquier raza.